# Mount Field West
Mount Field West är ett berg i Australien. Det ligger i regionen Central Highlands och delstaten Tasmanien, i den sydöstra delen av landet, omkring 69 kilometer väster om delstatshuvudstaden Hobart. Toppen på Mount Field West är 1 434 meter över havet.
Mount Field West är den högsta punkten i trakten. Trakten runt Mount Field West är nära nog obefolkad, med mindre än två invånare per kvadratkilometer.. Närmaste större samhälle är Ellendale, omkring 15 kilometer öster om Mount Field West.
I omgivningarna runt Mount Field West växer i huvudsak städsegrön lövskog. Genomsnittlig årsnederbörd är 1 164 millimeter. Den regnigaste månaden är september, med i genomsnitt 142 mm nederbörd, och den torraste är februari, med 49 mm nederbörd.